# Edward Nehring
Edward Nehring (ur. 14 marca 1892 w Warszawie, zm. 1951 w Hamburgu) – polski inżynier leśny (SGGW), dyplomowany ogrodnik (SGGW), prawnik (UW). Zajmował się ogrodnictwem, uprawą oraz handlem owocami, wioślarstwem, łyżwiarstwem szybkim oraz narciarstwem. Rekordzista Polski, trener i działacz sportowy. Autor podręczników dotyczących łyżwiarstwa szybkiego oraz jazdy rekreacyjnej na lodzie. Autor licznych opracowań dotyczących botaniki, sadownictwa i rolnictwa. Pionier polskiego kaktusiarstwa, encyklopedysta.

## Życiorys
Edward Nehring urodził się w Warszawie, ale związany był także z Zakopanem i Hamburgiem. Matka Edwarda Nehringa – Katarzyna Meng była Rosjanką niemieckiego pochodzenia (zm. 1935), a ojcem Polak Henryk Nehring. Od 1892 mieszkał w osiedlu domków zaprojektowanym przez Michała Przerwę-Tetmajera przy ul. Lędzkiej 40 w Warszawie.
Ukończył gimnazjum im. Mikołaja Reja, Wyższą Szkołę Ogrodniczą i Wyższe Kursy Leśne, studiował na wydziale prawa Uniwersytetu Warszawskiego. Był prezesem korporacji akademickiej Kalokagatia. Przed I wojną światową działał w „Sokole”. W 1915 prowadził doświadczalną stację ogrodniczą w Morach k. Warszawy. Jako prawnik pracował w Banku Polskim przy ulicy Bielańskiej w Warszawie. Brał udział w akcji plebiscytowej na Górnym Śląsku. W 1919 organizował sekcje ogrodniczo-pszczelarskie przy kółkach rolniczych. W 1920 ochotniczo służył w Wojsku Polskim. Od 1930 organizator i redaktor pisma „Ogrodnictwo dla wszystkich”, od 1932 członek Towarzystwa Przyjaciół Kaktusów (TPK), od 1937 był prezes zarządu towarzystwa handlu i eksportu artykułów rolnych i leśnych „Rollas”. Wybudował pierwszą w kraju przechowalnię owoców amerykańskiego systemu Cool Air Storage.
Od 1908 uprawiał łyżwiarstwo, m.in. w 1917 zwyciężył w Akademickim Turnieju Łyżwiarskim w jeździe szybkiej i figurowej, w 1928 ustanowił nieoficjalne rekordy świata i oficjalne rekordy Polski w maratonie i jeździe godzinnej. W latach 1909–1929 uprawiał wioślarstwo. W 1923 (wraz z dr. Pawlikowskim) założył Instytutu Kultury Fizycznej w Zakopanem. Przez wiele lat był trenerem sportowym Akademickiego Związku Sportowego, Warszawskiego Klubu Narciarskiego, Warszawskiego Towarzystwa Łyżwiarskiego oraz Polonii Warszawa. Był prezesem Polskiego Związku Łyżwiarstwa oraz sędzią głównym Międzynarodowego Związku Łyżwiarstwa. Od 1937 był przewodniczącym sekcji wychowania fizycznego młodzieży wiejskiej przy Komitecie Kultury Wsi.
Podczas pracy w Klubie Sportowym „Polonia” trenował w łyżwiarstwie szybkim Zofię Nehring z d. Duda, z którą ożenił się w 1927. Zofia Nehring była pionierką łyżwiarstwa szybkiego w Polsce, 4-krotną rekordzistką Polski w latach 1928–1939, medalistką Mistrzostw Świata i 9-krotną rekordzistką świata. Edward Nehring z Zofią Nehring mieli czwórkę dzieci: Jacka, Halinę, Zofię i Bogusława.
W 1948 został zmuszony do ucieczki z Polski na terytorium Niemiec, pokonując wpław Łabę. Ostatnie lata swego życia spędził w Hamburgu.

## Rekordy sportowe
- rekord maratoński na łyżwach (5 lutego 1928) – 42 km 195 m w czasie 1 godz. 47 min. 4 sek.
- rekord godzinny na łyżwach (29 stycznia 1928) – 24 km 781 m

## Publikacje z zakresu sportu
- Zasady łyżwiarstwa, Warszawa 1934.
- Jazda zwykła i wyścigowa na łyżwach, Warszawa: Warszawskie Towarzystwo Łyżwiarskie, 1927.
- Jazda towarzyska. Gry i zabawy na lodzie, Warszawa: Główna Księgarnia Wojskowa, 1936.

## Publikacje z zakresu botaniki
Był również encyklopedystą, edytorem Praktycznej encyklopedii gospodarstwa wiejskiego. W 1923 napisał w ramach tego cyklu encyklopedycznego tom nr 56, Kapusta, kalafiory oraz inne warzywa kapustne 
- Podręcznik warzywnictwa, Warszawa: Wydawnictwo Polskie, 1941.
- Cebula, czosnek, pory oraz inne warzywa pokrewne, Warszawa Księgarnia Rolnicza.
- Kapusta, kalafiory oraz inne warzywa kapustne, Warszawa: Księgarnia Rolnicza.
- Ogórki, pomidory, arbuzy, dynie, melony, karczochy i jajko krzewiste, Warszawa: Księgarnia Rolnicza.
- Warzywa liściowe i przyprawy kuchenne, Warszawa: Księgarnia Rolnicza, 1927.
- Szparag i warzywa korzeniowe, Warszawa: Księgarnia Rolnicza.
- Truskawka oraz warzywa nasienne, Warszawa: Księgarnia Rolnicza.
- Warzywnictwo szczegółowe, Warszawa: Księgarnia Rolnicza, 1939 (zbiór powyższych sześciu pozycji).
- Technika owocarska i handel owocami, Warszawa: Gebethner i Wolff, 1924.
- Uprawa warzyw na własny użytek, Warszawa: Stowarzyszenie Pracowników Księgarskich, 1940.
- Ogródki przy willach, Warszawa 1929.
- Ogródki na piaskach, Warszawa: Stowarzyszenie Pracowników Księgarskich, 1929.
- Ogród i pasieka przy szkole powszechnej i rolniczej.
- Pielęgnowanie kwiatów w pokoju, Warszawa: Stowarzyszenie Pracowników Księgarskich, 1934.
- Sałata, rzodkiewka i rzodkiew
- 12 miesięcy pracy w ogrodzie
- Upiększanie balkonów i okien kwiatami
- Kaktusy w mieszkaniu, Warszawa: Stowarzyszenie Pracowników Księgarskich, 1931.
- Palmy w mieszkaniu, Warszawa: Stowarzyszenie Pracowników Księgarskich, 1937.
- Pielęgnowanie drzew i krzewów owocowych, Warszawa 1934.
- Walka ze szkodnikami w sadzie, czyli jak otrzymać bogaty zbiór owoców.
- Wczesne warzywa w gruncie, Warszawa: Nakładem Dwutygodnika „OGRODNIK”, 1934.
- Jak racjonalnie nawozić ziemię w ogrodzie, Warszawa 1935.
- Uprawa pomidorów na własny użytek, w gruncie i na balkonach.
- Nawożenie warzyw, kwiatów, drzew i krzewów owocowych.
- Jak wykorzystać ogródek warzywny czyli uprawy złożone.
- Arbuzy, melony i tykwy na własny użytek, Warszawa: Stowarzyszenie Pracowników Księgarskich.
- Kwiaty cięte w mieszkaniu
- Uprawa warzyw i kwiatów w małych szklarniach
- Mały sad
- Uprawa cebuli
- Uprawa ogórków
- Na piasku – kwiaty, warzywa i ogród owocowy, Warszawa: Stowarzyszenie Pracowników Księgarskich, 1938.
- Rośliny ozdobne w mieszkaniu, Warszawa: Towarzystwo Oświaty Rolniczej, 1939.
- Praktyczny ogród owocowy, Warszawa: Wydawnictwo Polskie, 1941.

## Ordery i odznaczenia
- Złoty Krzyż Zasługi (19 marca 1937)[3]
- Medal Dziesięciolecia Odzyskanej Niepodległości